# バラド＝ドゥーア
バラド＝ドゥーア（Barad-dûr）は、J・R・R・トールキンが創造した架空世界である中つ国において冥王サウロンによってモルドールに築かれた大要塞。

## 名称
バラド＝ドゥーアはシンダール語で「暗黒の塔」を意味する。バラド（Barad）が塔を表し、ドゥーア（dûr）が暗黒を意味する。黒の言葉ではルグブルズ（Lugbúrz, 指輪の銘より búrz は暗黒を意味するため、恐らく lug は塔を意味してこちらも暗黒の塔の意と思われる）と呼ばれる。単純に暗黒の塔（Dark Tower）と呼ばれることもある。

## 形状・立地
バラド＝ドゥーアはゴルゴロス高原に突き出たエレド・リスイ（Ered Lithui、灰の山脈）の支脈の先端部に建造された、城壁に城壁を重ね、胸壁に胸壁を重ねた、無数の尖塔と一際高い塔で構成されている要塞である。その堅固さは測り難く、黒々としており、鉄や鋼鉄・アダマント（邦訳では不壊石とされている）から成っている。普段はサウロンが座している玉座から生み出される暗黒と靄に覆われており、その全貌を窺い知ることは出来ない。
約48kmほど西に離れている滅びの山とは西門から伸びるサウロンの道路で繋がっており、他にもアイゼン口（カラヒ・アングレン）やミナス・モルグルにまで達するモルグル道路とも結ばれている。黒門から見ると約161km南東の部分にある。
バラド＝ドゥーアの最も高い尖塔にサウロンの居所があり、そこには「眼の窓」と呼ばれる開口部がある。これはサンマス・ナウアの入り口と丁度向かい合うようになっている。このことからバラド＝ドゥーアの最も高い塔は最低でも900m以上はあることがわかる。
要塞内部には武器庫、牢獄、大工炉などが存在しており、第三紀の中つ国における最大の城塞である。

## 歴史
モルドールを拠点としたサウロンによって第二紀1000年に建造が開始され、一つの指輪が鍛えられた1600年頃に完成する。
最後の同盟におけるエルフ・人間連合軍とのダゴルラドの戦いの後、7年にも及ぶバラド＝ドゥーア包囲戦の末、堪り兼ねたサウロンが自ら出陣し、包囲網を突破するものの、滅びの山の麓でエレンディルとギル＝ガラドの挑戦を受け、冥王と彼らとが相討ちになった後に、暗黒の塔は破壊を試みられた。しかし、強固な土台など一つの指輪の魔力を注いで作られていた部分があったため、完全にこれを破壊することは出来ず、そのまま廃墟として残された。第三紀にドル・グルドゥアからモルドールに帰還したサウロンにより2951年に再建されるが、指輪所持者の使命達成と共に一つの指輪の魔力は消え、土台も含めて完全に崩壊した。
旧訳の『指輪物語』では「バラド＝デュア」と表記されている。

## 派生作品
ピーター・ジャクソンの映画、第一部『ロード・オブ・ザ・リング/旅の仲間』のオープニングで描かれる最後の同盟との戦いでは、バラド＝ドゥア包囲戦は描かれておらず、サウロンはダゴルラドの戦いに出陣して敗れたようになっている。
第二部『ロード・オブ・ザ・リング/二つの塔』や第三部『ロード・オブ・ザ・リング/王の帰還』では原作と異なり、暗黒の塔の天辺に巨大な炎の眼の姿となったサウロンが鎮座し、各地をサーチライトのように照射して監視しているように描かれており、バラド＝ドゥアも暗黒で覆われていないなど大幅な変更がされている。
また映画版ではリチャード・テイラー率いるデザインチームが9フィートを超えるミニチュア（彼らはこれをビガチュアと呼んだ）を作り撮影に使用した。そのモデルのサイズ比から、映画版でのバラド＝ドゥアは高さ5000フィート以上（1500ｍ以上）ある設定になっている。